# Saskia Temmink
Saskia Temmink (Maastricht, 17 mei 1968) is een Nederlandse toneel-, televisie-, film- en (stem)actrice. Vanaf 2002 is ze te zien geweest in het improvisatieprogramma De vloer op van de Humanistische Omroep.

## Biografie
Temmink rondde haar middelbare school af aan het Sint-Vituscollege te Bussum. Ze ging vervolgens studeren aan de Toneelacademie in Maastricht, waar ze in 1990 afstudeerde. Na haar afstuderen was ze in verschillende films en toneelstukken te zien.
Temmink maakte onder andere deel uit van de theatergroepen Hollandia, Carrousel, Orkater en Toneelgroep Amsterdam. Tevens speelde ze in meerdere toneelstukken op de Parade. Vanaf 2011 tot 2013 is ze te zien in de driedelige toneelserie Tsjechov3 van Hummelinck Stuurman Theaterbureau onder regie van Gerardjan Rijnders.
Ze speelde ook in verschillende televisieseries. Vanaf 1996 speelde ze de rol van Pup Bussink in de dramaserie Oud Geld. In 1998 won Temmink voor deze rol een Gouden Kalf in de categorie beste actrice in een televisiedrama. Vanaf 2010 is ze te zien als Iris Zwager in de televisieserie Bloedverwanten.
Als stemactrice was ze onder meer te horen als Nanny McPhee in de gelijknamige film uit 2005 en de sequel uit 2010 getiteld Nanny McPhee 2: De vonken vliegen eraf.
Sinds 2005 is ze werkzaam als docente aan de Amsterdamse Toneelschool & Kleinkunstacademie.
Temmink heeft een dochter.

## Carrière

### Film
- 2013: De Nieuwe Wereld – therapeute
- 2011: Papa's tango – Paulien
- 2009: Julia's hart – transplantatiecoördinatrice
- 2008: Gaandeweg – Helena
- 2007: MissiePoo16 – Lies
- 2007: Crossroads
- 2003: De vlucht der verbeelding
- 2001: De Grot – Adrienne
- 2000: Lek – Partner Bijl
- 1998: Tot 8 uur
- 1995: Tot ziens – Barbara
- 1994: Toen Kooymans met vakantie was
- 1991: De tranen van Maria Machita – schoenenverkoopster
- 1991: Welcome 1
- 1990: Verhalen die ik mezelf vertel
- 1990: Viermaal mijn hart (eindexamenproductie)

### Televisie
- 2025: Elixer - Minister Jacqueline van Herwijnen
- 2024-heden: Medisch Centrum West - Roos van Wijk
- 2023-heden: Mocro Maffia – Minister van Justitie en Veiligheid
- 2021: BuZa - Simone Meinema
- 2021: Flikken Rotterdam - Diane Koning
- 2020: Hollands Hoop (seizoen 3) – Cate
- 2018: Nieuwe Buren – Marga
- 2018: Smeris (seizoen 4) – Melin Dieter (De Rechter)
- 2017: Van god los (seizoen 4 afl 2 "Tot de dood ons scheidt") – Kristina
- 2017: De 12 van Oldenheim – Emma Veldhoven
- 2017: Flikken Maastricht (seizoen 11) – Julie Vizee
- 2016: De Jacht – Celine van Kampen
- 2013: Caps Club – Ellen de Graaff-Porter
- 2012: De vloer op jr.
- 2010: Bloedverwanten (2010–2014) – Iris Zwager
- 2010: Annie M.G. – Jetta van Leeuwen
- 2008: Keyzer & De Boer Advocaten – Moniek de Waal
- 2004: Missie Warmoesstraat – Machteld van Waveren
- 2003: Ernstige Delicten – Iris Hooft
- 2003: Hartslag – Jennifer
- 2002: Russen (televisieserie) – Annette Schenning
- 2002: Vrijdag de 14e
- 2001: De 9 dagen van de gier – Esther Kleinveld
- 2000: De vloer op (2000–2020)
- 2000: De aanklacht – Emily
- 1998: De keerzijde
- 1998: Oud Geld (1998–1999) – Pup Bussink
- 1998: Baantjer – Patricia Verdonk
- 1995: Baantjer – Vicky Kam
- 1994: Lolamoviola
- 1993: Help (1993–1994)
- 1993: Oog in oog – Wies
- 1993: Bureau Kruislaan – Jo van Nispen
- 1991: Staal
- 1991: Bij nader inzien – Daphne
- 1991: Suite 215
- 1990: Ghatak (documentaire)

### Stemmen
- 2010: De ontdekking van de hemel (Harry Mulisch) (hoorspel)
- 2010: Nanny McPhee 2: De vonken vliegen eraf – Nanny McPhee
- 2009: De helende reis (Brandon Bays) (hoorspel)
- 2006: Zaterdag (Ian McEwan) (hoorspel)
- 2005: Nanny McPhee: De magische kinderjuf – Nanny McPhee
- 1998: Da Ponte (Allard Schröder) (hoorspel)
- 1993: Vrouwen van beroemde mannen, deel 1: Mevrouw Douwes Dekker (Ruud Perree) (hoorspel)
- 1992: De dood kwam met muziek (Theun de Vries) (hoorspel)
- 1992: De première (Theun de Vries) (hoorspel)

### Theater
- 2020: Doet sneeuw pijn (solovoorstelling over onder meer rouwverwerking)
- 2015/2016: Bloedverwanten – Iris
- 2014: Annie M.G. op Soestdijk – Clara
- 2014: On golden pond – Chelsea
- 2013: Tsjechov3: De kersentuin
- 2011: Tsjechov3: De meeuw – Arkadina
- 2010: Bedrog – Emma
- 2009: Op hoop van zegen – Jo
- 2008: Naar Schotland – Christine
- 2007: Judith
- 2007: De collectie (regie)
- 2006: Kentering van een huwelijk – Judith
- 2006: Driekoningenavond – Olivia
- 2005: De claim
- 2004: Oom Wanja – Jelena
- 2004: De feeks – Katharina
- 2004: Nijinsky & Diaghilev
- 2004: Zap Grieken
- 2003: Festen
- 2001: Neverland
- 2001: Zap Moliere
- 2000: Zap Shakespeare
- 2000: Petomaan, Necrofiel, Trompettist
- 1999: Golfbrakers – Jacqueline
- 1999: Weer thuis
- 1999: Nachtportier – Lucia
- 1998: Golfbrakers
- 1996: Het huis van Bernarda Alba
- 1995: Babylotion
- 1994: Ouderdomsvlekken
- 1993: Retrospectief Pasolini
- 1993: Woyzeck
- 1993: Roelofarendsveen
- 1992: Electra
- 1991: Wanneer doden ontwaken – Diacones
- 1990: Kätchen von Heilbronn